# Nea Moni
Nea Moni (grško Νέα Μονή, Néa Moní,  slovensko Novi samostan) je samostan iz 11. stoletja na grškem otoku Hios, ki ga je UNESCO prepoznal kot svetovno kulturno dediščino. Samostan stoji v hribih hribu Proveteio v notranjosti otoka, približno 15 km od mesta Hios. Znan je po mozaikih, ki skupaj s tistimi v samotanih Dafni in Hosios Lukas spadajo med najbolj prefinjene primere makedonske renesanšne umetnosti v Grčiji.

## Zgodovina
Samostan sta sredi 11. stoletja zgradila bizantinski cesar Konstantin IX. Monomah in njegova žena, cesarica Zoa. Po izročilu je bil zgrajen na mestu, kjer so trije menihi Nikita, Janez in Jožef po čudežu našli ikono Device Marije, ki je visela z veje mirte. Konstantin, ki še ni bil cesar, je bil takrat izgnan na Lesbos. Meniha sta ga obiskala in mu pripovedovala o svojem videnju, da bo sčasoma postal cesar. Konstantin je obljubil, da bo zgradil cerkev, če se bo videnje uresničilo. Leta 1042 je Konstantin resnično postal cesar in v zahvalo začel graditi samostan, posvečen Materi božji. Glavna cerkev (katolikon) je bila odprta leta 1049, samostanski kompleks pa je bil dokončan leta 1055, ko je Konstantin že umrl.
Samostan je bil že zgodaj obdarjen s privilegiji: cesar Konstantin Monomah je z zlato bulo julija 1049 samostanu dodelil glavarino vseh Judov na otoku Hiosu  in samostan izločil iz katere koli nadrejene cerkvene ali posvetne hierarhije. Zaradi podeljevanja zemljišč, davčnih oprostitev in drugih privilegijev, ki so jih podeljevali Konstantinovi nasledniki, je samostan v bizantinskem obdobju lepo uspeval. Skozi stoletja je nabral precejšnje bogastvo in postal eden najbogatejših samostanov v Egeji. Ko je okoli leta 1300 dosegel svoj vrh, je imel v posesti tretjino Hiosa. Ocenjuje se, da je bilo tekrat v njem okoli 800 menihov. Genovska oblast, ki je nasledila bizantinsko, je precej oklestila njegovo bogastvo. Samostan je tudi v Osmanskem cesarstvu užival precejšnjo avtonomijo in bil neposredno podrejen carigrajskemu patriarhu. Samuel Purchas, popotnik iz poznega 16. stoletja pripoveduje, da je imel 200 menihov in da je "imel v Grčiji samo on pravico zvoniti". V 17. stoletju se je število menihov še zmanjšalo, vendar se je že v naslednjem stoletju povečalo.  Jeruzalemski patriarh Krizantos Notaras in francoski duhovnik Fourmont, ki sta samostan obiskala leta 1725 oziroma 1729, sta hvalila veliko število menihov, količino ohranjenih relikvij ter lepoto cerkve in njeno okrasje.
Propadanje samostana se je začelo šele potem, ko so Osmani med grško osamosvojitveno vojno aprila 1822 opustošili Hios. 2000 ljudi je poiskalo zatočišče v samostanu. Osmani so vdrli vanj, pobili veliko ljudi in zažgali templon in druge lesene dele cerkve, vključno s streho. Begunci, ki so preživeli pokol, so zgoreli v cerkvi. Samostan ni nikoli več dosegel nekdanje slave. 
Leta 1881 je potres povzročil veliko škodo na glavni cerkvi in podrl kupolo. Uničen je bil tudi zvonik iz leta 1512. Leta 1952 je bil Nea Moni zaradi pomanjkanja menihov spremenjen v ženski samostan. Leta 2001 so v njem živele samo tri nune.

## Zgradbe in arhitektura
Samostanski kompleks ima  površino približno 17.000 m². Sestavljajo ga katolikon, dve manjši cerkvi, posvečeni sv. Križu in sv. Pantelejmonu, jedilnica (trapeza), celice menihov (kelia), sprejemna dvorana (triklinon) in podzemna cisterna za vodo (kinsterna). Kompleks je obdan z novejšim obzidjem, ker je bilo prvotno  bizantinsko  uničeno med vojno leta 1822.  V severovzhodnem vogalu obzidja stoji obrambni stolp, ki se je prej uporabljal kot knjižnica.  Izven obzidja sta še pokopališče in majhna kapelica sv. Luke.
Osrednja zgradba samostana je katolikon, posvečen Marijinemu vnebovzetju. ter notranji in  zunanji narteks.  Glavna cerkev je osmerokotne oblike tako imenovanega "otoškega" tipa, ki se najde na Hiosu in Cipru. Čeprav so vsi trije deli datirani v 11. stoletje, je bila glavna cerkev v letih 1822 in 1881 zelo poškodovana, zato se današnja obnovljena cerkev razlikuje od prvotne. Zvonik je bil zgrajen leta 1900 kot nadomestilo za starejšega, zgrajenega leta 1512. Posmrtni ostanki treh ustanoviteljev so bilo prvotno shranjeni v eksonarteksu, vendar je bila večina teh uničena med pustošenjem leta 1822.
Poleg katolikona so edine preostale stavbe iz 11. stoletja delno porušen stolp, kapela sv. Luke, cisterna in deli jedilnice. Celice, ki so večinoma v uničenem stanju, so iz beneškega in genovskega obdobja. Majhen muzej, odprt leta 1992, je v obnovljeni celici  severovzhodno od katolikona.  Razstavljeni predmeti izvirajo večinoma iz poznega 19. stoletja.